# 奈瓦
奈瓦（阿拉伯语：‎，羅馬化：Nawā）是敘利亞的城鎮，由德拉省負責管轄，位於該國西南部，距離首都大馬士革85公里，海拔高度563米，主要經濟活動是農業，2007年人口59,170。